# Rodostói ház

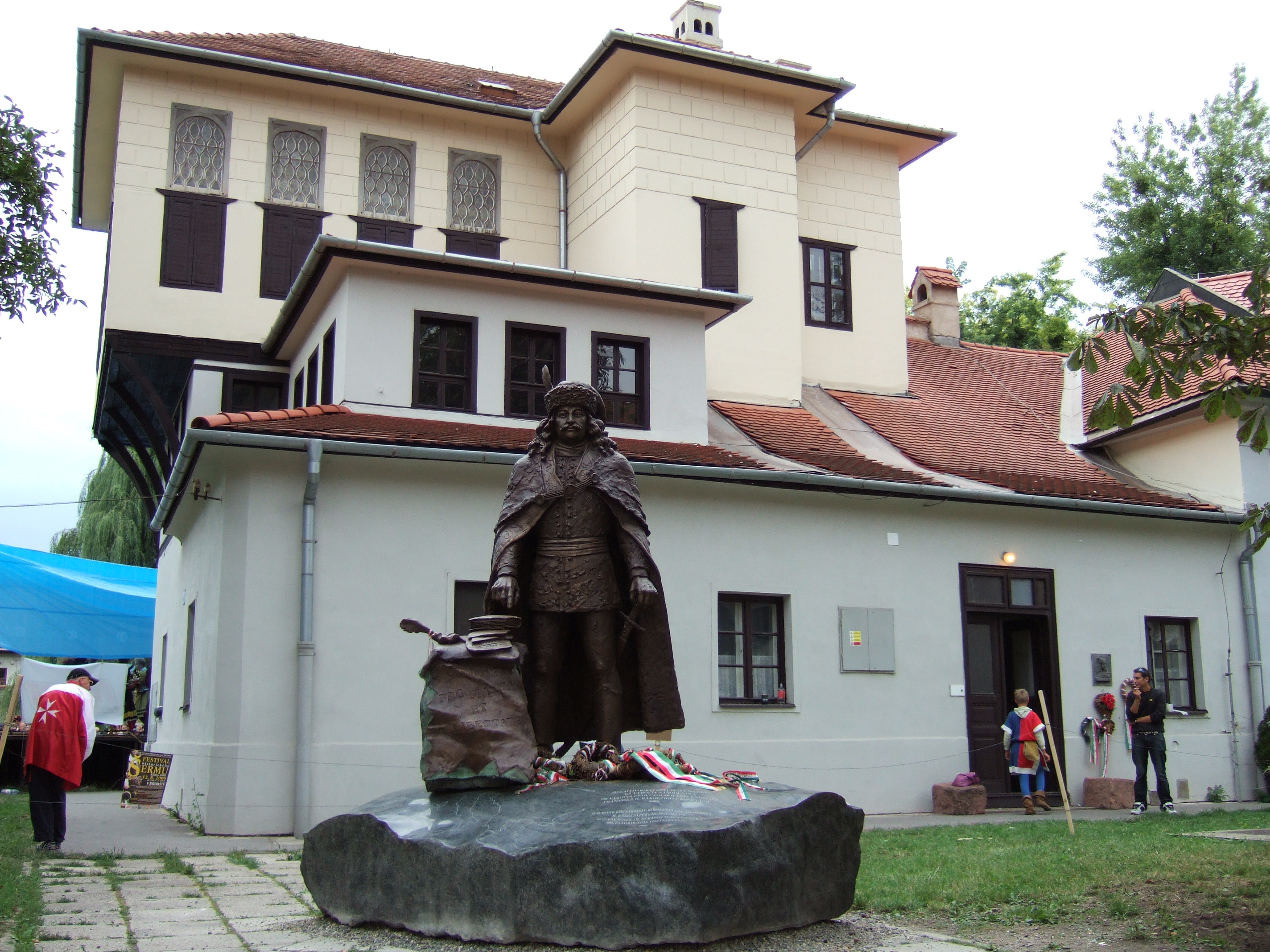
A Rodostói ház

A Rodostói ház Kassán található Rákóczi-emlékhely, annak a háznak az utánzata, ahol a fejedelem 1720 és 1735 között száműzetésben élt, és halt meg. A kassai vár egyik legrégebbről fennmaradt részlete, a Hóhérbástya udvarán áll a kétemeletes épület, amelyet 1991-ben nyitottak meg a nagyközönség számára. Az eredeti Rodostóban található ház kivitelezésében a fejedelem saját kezűleg is részt vett. Az emlékhely a kassai Kelet-szlovákiai Múzeum szervezeti keretében működik.

## A ház története
A ház mintájául Rákóczi és száműzetésben élő társai rodostói háza szolgált. Kassán a Hóhérbástya északi szárnyán épült lakóházat és istállót találták alkalmasnak az emlékhely kialakítására. A ház alaprajza eltérő a rodostóitól, ezért az csak utánzata az eredetinek.
Az emlékhely kialakításának gondolata 1904-ben merült fel, amikor a magyar országgyűlés I. Ferenc József magyar király támogatásával rehabilitálta a fejedelmet és bujdosó társait, és döntöttek a szabadságharcosok hamvainak hazaszállításáról. Elhatározták a rodostói úgynevezett ebédlőház berendezésének hazaszállítását is, hogy azt a rodostói ház tervezett másolatának felépítése során felhasználhassák. Az ebédlőház felszerelését 1905-ben szállították Kassára 29 nagyméretű ládában, és azt a Fő utca 51. számú ház pincéjében helyezték el, ahol aztán megfeledkeztek róluk.
A ház pincéjében 1936-ban fedezték fel újra a ládákba csomagolt ebédlőházi berendezést. Az 1938-as első bécsi döntés után Kassa újra Magyarországhoz került. Lux Kálmán budapesti építész korábbi, 1908-ban készített tervei alapján a "Kládek és fivérei" cég 1940-43-ban a Hóhérbástya toldaléképületét átalakította az emlékhely céljára. Az épületet azonban nem fejezték be. Ezután a ház hosszú éveken keresztül múzeumi raktárként szolgált.
Az eredeti gondolat megvalósítására végül 1990-1991-ben került sor, amikor is ezeket a helyiségeket kiürítették és az ebédlőház egyes elemeit (festett faburkolatok, stukkódíszítés, rácsos ablakok) restaurálták.

## Helyiségek
Az első hat helyiség a földszinten, a többi az emeleten található.
I. helyiség
Témája II. Rákóczi Ferenc élete és Habsburg ellenes rendi felkelése. Képek láthatók a fejedelemről, a borsi kastélyól, édesanyjáról, Zrínyi Ilonáról és édesapjáról, I. Rákóczi Ferencről, valamint Károlyi Sándorról és Bercsényi Miklósról. Itt látható Éder Gyula 1909-es festménye is (II. Rákóczi Ferenc bejövetelere Kassára).
II. helyiség
E helyiség témája a fejedelem és társainak hazaszállítása és a hozzá kapcsolódó emléktárgyak; emlékérmek, képeslapok.
III. helyiség

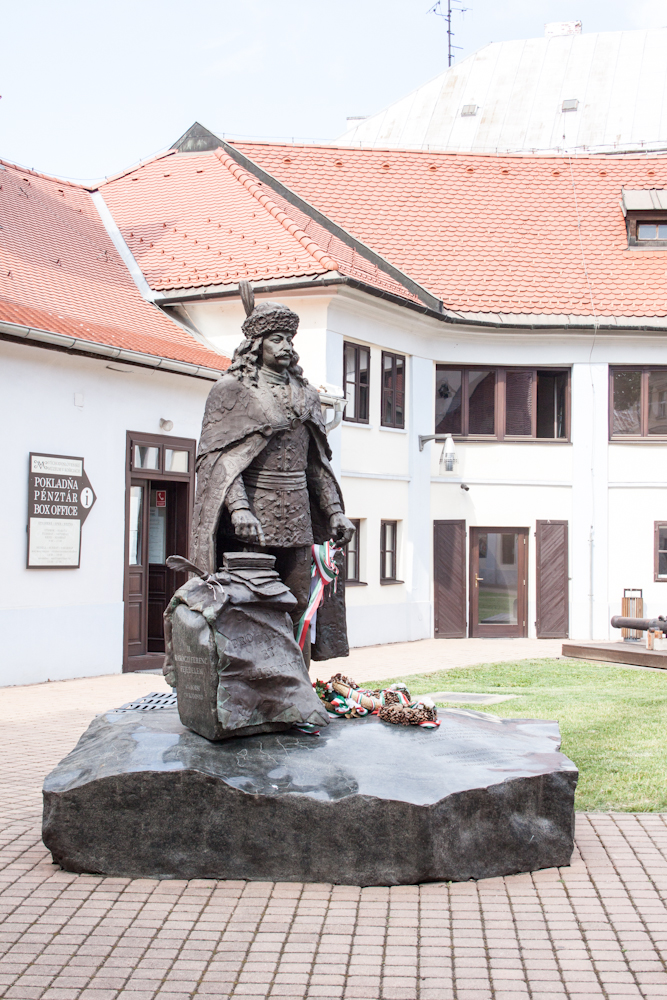
A 2006-ban avatott szobor

Itt láthatók az  Edvi Illés Aladár akvarell-sorozata (1904), Bercsényi Miklós házának részletei, valamint Mikes Kelemen szobájának mennyezete.
IV. helyiség
A kassai Rodostói ház építéséről 1940-43-ban készült képek, valamint egy makett.
V. helyiség
A Rákóczi-család galériája (Rákóczi Ferenc, Rákóczi György, Sarolta Amália); a fejedelem személyes tárgyai, érmék és Mikes Törökországi leveleinek első, 1794-es kiadása.
VI. helyiség
Korabeli török berendezés; emellett itt tekinthető meg az a mozgófilm, amelyet 1906-ban készítettek az újratemetésről.
VII. helyiség
Emléktárgyak a rodostói kápolnából, miseruhák találhatók a teremben, Edvi Illés akvarelljei.
VIII. helyiség
Az utolsó helyiség az eredeti darabokból rekonstruált ebédlő. Eredetijének elkészítésében maga a fejedelem is tevékenyen részt vett, ugyanis száműzetésében faragott és festett is. Itt látható a fejedelem halotti öltözete is.

## Egyéb
Az emlékház előtt található II. Rákóczi Ferenc szobra, Györfi Sándor alkotása, amit a Magyar Köztársaság ajándékozott a városnak a fejedelem születésének 330. évfordulója és kassai újratemetésének 100. évfordulója alkalmából, 2006-ban. A szobor 240 cm magas és egy 8 tonnás, Brazíliából származó kőtömbön áll.